# Hwang Young-cho
Hwang Young-cho (Samcheok, 22 marzo 1970) è un ex maratoneta sudcoreano, campione olimpico della specialità a Barcellona 1992.

## Biografia
Dopo un promettente avvio di carriera sulla pista, si dedica alla maratona a partire dal 1991. Quella di Barcellona è solo la sua quarta prova in questa specialità, dopo due vittorie ed un secondo posto.
Nella corsa olimpica è nel gruppo di testa fin dall'avvio, in una gara lenta, che alla sua metà vede davanti ancora una trentina di unità. La scrematura avviene nella seconda parte ed al km 35 restano in testa solo Hwang e Kōichi Morishita, staccato al 40º km per vincere l'oro.
Dopo questo successo però Hwang non ottenne più risultati di grande rilievo.

## Palmarès
| Anno | Manifestazione  | Sede       | Evento   | Risultato | Prestazione | Note                     |
| ---- | --------------- | ---------- | -------- | --------- | ----------- | ------------------------ |
| 1991 | Universiadi     | Sheffield  | Maratona | Oro       | 2h12'40"    | Record delle Universiadi |
| 1992 | Giochi olimpici | Barcellona | Maratona | Oro       | 2h13'23"    |                          |
| 1994 | Giochi asiatici | Hiroshima  | Maratona | Oro       | 2h11'13"    |                          |

## Altre competizioni internazionali
1991
- Oro alla Maratona di Seul ( Seul) - 2h12'35"

1994
- 4º alla Maratona di Boston ( Boston) - 2h08'09"